# Championnat d'Équateur féminin de football
Le championnat d'Équateur est une compétition de football féminin fondé par la Fédération équatorienne de football.

## Palmarès

### Sélections provinciales
| Saison | Champion   |
| ------ | ---------- |
| 2000   | inconnu    |
| 2001   | inconnu    |
| 2002   | inconnu    |
| 2003   | Esmeraldas |
| 2004   | inconnu    |
| 2005   | Pichincha  |
| 2006   | Guayas     |
| 2007   | Pichincha  |
| 2008   | Pichincha  |
| 2009   | Guayas     |
| 2010   | Pichincha  |
| 2011   | Chimborazo |
| 2012   | Loja       |
| 2013   | Esmeraldas |

## Championnat
| Saison      | Champion                   |
| ----------- | -------------------------- |
| 2004        | Deportivo Quevedo          |
| 2005        | Aucas                      |
| 2006 à 2012 | inconnu                    |
| 2013        | Rocafuerte                 |
| 2014        | Rocafuerte                 |
| 2015        | Espuce                     |
| 2016        | Unión Española (Guayaquil) |
| 2017        | Unión Española (Guayaquil) |
| 2018        | Unión Española (Guayaquil) |

## Superliga Femenina
| Saison | Champion                |
| ------ | ----------------------- |
| 2019   | Club Deportivo Cuenca   |
| 2020   | El Nacional             |
| 2021   | Club Deportivo Cuenca   |
| 2022   | Club Ñañas              |
| 2023   | Barcelona SC            |
| 2024   | Independiente del Valle |